# Понто-Лейк (тауншип, Миннесота)
Понто-Лейк (англ. Ponto Lake) — тауншип в округе Касс, Миннесота, США. На 2000 год его население составило 530 человек.

## География
По данным Бюро переписи населения США площадь тауншипа составляет 94,2 км², из которых 76,7 км² занимает суша, а 17,5 км² — вода (18,58 %).

## Демография
По данным переписи населения 2000 года здесь находились 530 человек, 253 домохозяйства и 176 семей.  Плотность населения —  6,9 чел./км².  На территории тауншипа расположено 835 построек со средней плотностью 10,9 построек на один квадратный километр. Расовый состав населения: 97,55 % белых, 1,32 % коренных американцев, 0,38 % азиатов и 0,75 % приходится на две или более других рас. Испанцы или латиноамериканцы любой расы составляли 0,38 % от популяции тауншипа.
Из 253 домохозяйств в 14,6 % воспитывались дети до 18 лет, в 64,4 % проживали супружеские пары, в 2,0 % проживали незамужние женщины и в 30,4 % домохозяйств проживали несемейные люди. 27,3% домохозяйств состояли из одного человека, при том 10,7 % из — одиноких пожилых людей старше 65 лет. Средний размер домохозяйства — 2,09, а семьи — 2,48 человека.
13,6 % населения — младше 18 лет, 5,1 % — в возрасте от 18 до 24 лет, 14,7 % — от 25 до 44, 41,7 % — от 45 до 64, и 24,9 % — старше 65 лет. Средний возраст — 53 года. На каждые 100 женщин приходилось 112,0 мужчин.  На каждые 100 женщин старше 18 приходилось 107,2 мужчин.
Средний годовой доход домохозяйства составлял 27 105 долларов, а средний годовой доход семьи —  31 171 доллар. Средний доход мужчин —  31 500  долларов, в то время как у женщин — 22 188. Доход на душу населения составил 17 642 доллара. За чертой бедности находились 6,1 % семей и 9,5 % всего населения тауншипа, из которых 18,2 % младше 18 и 8,6 % старше 65 лет.